# Blindenvoetbal op de Paralympische Zomerspelen

Blindenvoetbal, ook wel Voetbal (5 tegen 5) en football 5-a-side genoemd, is een van de sporten die op het programma van de Paralympische Spelen staan. De sport wordt gespeeld door een team van visueel beperkte voetballers en een doelman die wel mag zien. De sport staat onder auspiciën van de International Blind Sports Federation (IBSA) en volgt de FIFA-regels.

## Regels
De sport wordt gespeeld door een team van visueel beperkte voetballers en een doelman die wel mag zien. Elk team bestaat uit vijf spelers. Er gelden dezelfde regels als bij het gewone voetbal, op enkele afwijkingen na. Het team heeft ook twee coaches die de spelers assisteren bij het bepalen van hun positie. Een ervan staat meestal achter het doel van de tegenstander om aanwijzingen te geven wanneer de spelers op doel schieten.
Afwijkende regels:
- In de bal zijn belletjes verwerkt zodat de spelers de positie van de bal kunnen horen.
- Alle spelers gebruiken een geblindeerde skibril om hun ogen volledig te bedekken.
- Het veld (38 tot 42 meter bij 18 tot 22 meter) en het doel (3 bij 2 meter) zijn kleiner.
- Het veld heeft aan de zijkanten een boarding, zodat de bal nooit uit kan.
- De keeper heeft een zeer beperkte ruimte voor zijn doel waar hij in moet blijven.
- De keeper mag wel zien en mag ook aanwijzingen geven.
- Er is geen buitenspel.
- Een wedstrijd bestaat uit twee speelhelften van elk 25 minuten.

## Classificatie
De spelers zijn visueel beperkt en vallen in de officiële classificatie B1, B2 of B3. De doelman mag niet bij de FIFA geregistreerd staan.
Om iedereen gelijke mogelijkheden te geven, dragen alle spelers een blinddoek en zijn daarmee volledig op hun gehoor aangewezen.

## Evenementen
Op de Paralympische Zomerspelen wordt er alleen door de mannen gevoetbald.

## Geschiedenis
De sport staat sinds 2004 op het programma van de Paralympische Spelen.

## Medailles
| Editie              | Goud ·   | Zilver ·   | Brons ·    |
| ------------------- | -------- | ---------- | ---------- |
| Athene 2004         | Brazilië | Argentinië | Spanje     |
| Beijing 2008        | Brazilië | China      | Argentinië |
| Londen 2012         | Brazilië | Frankrijk  | Spanje     |
| Rio de Janeiro 2016 | Brazilië | Iran       | Argentinië |
| Tokio 2020          | Brazilië | Argentinië | Marokko    |
| Parijs 2024         |          |            |            |

## Deelnemende landen
| Editie              | landen                                        |
| ------------------- | --------------------------------------------- |
| Athene 2004         | ARG - BRA - ESP - FRA - GRE - KOR             |
| Beijing 2008        | ARG - BRA - CHN - ESP - GBR - KOR             |
| Londen 2012         | ARG - BRA - CHN - ESP - FRA - GBR - IRI - TUR |
| Rio de Janeiro 2016 | ARG - BRA - CHN - ESP - MAR - MEX - IRI - TUR |
| Tokio 2020          | ARG - BRA - CHN - FRA - JPN - MAR - ESP - THA |
| Parijs 2024         |                                               |